# Гонсалес, Себастьян
Себастьян Игнасио Гонсалес Вальдес (исп. Sebastián Ignacio González Valdés; род. 14 декабря 1978, Винья-дель-Мар, Чили) — чилийский футболист, выступавший на позиции нападающего. Известен по выступлениям за клубы «Атланте», «Коло-Коло» и сборной Чили. Участник Олимпийских игр 2000 года в Сиднее.

## Клубная карьера
Гонсалес начал карьеру в клубе «Коло-Коло». В составе команды он дважды стал чемпионом Чили. В 2002 году Гонсалес стал лучшим бомбардиром чемпионата, забив 27 мячей. В том же году Себастьян покинул страну и перешёл в мексиканский «Атланте». На протяжении трёх сезонов он был лучшим бомбардиром команды и провёл за неё более 100 матчей. В 2006 году несмотря на предложение более выгодного контракта Гонсалес перешёл в УАНЛ Тигрес. В новой команде его результативность заметно снизилась и в 2007 году Себастьян на правах аренды выступал за «Веракрус» и аргентинский «Олимпо». В 2008 году он присоединился к «Эстудиантес Текос». 1 марта в матче против УНАМ Пумас Гонсалес забил свой первый гол за новую команду.
Летом того же года Себастьян перешёл в «Леон». 3 августа в матче против «Гуэррос» он дебютировал за новую команду в Ассенсо MX. В этом же поединке Гонсалес забил свой первый гол за «Леон». В начале 2009 года он на правах аренды вернулся в «Коло-Коло», но ничем полезным там не отметился.
Летом 2009 года Себастьян переехал в Европу, став футболистом кипрского АПОП Кинирас. 30 августа в матче против АПОЭЛ он дебютировал в чемпионате Кипра. 22 ноября в поединке против «Этникоса» Гонсалес сделал «дубль», забив свои первые голы за АПОП Кинирас. После окончания сезона, с успешно реанимированной карьерой Себастьян вернулся в Мексику, подписав соглашение с «Торос Неса». Выступая за фарм-клуб своей бывшей команды «Атланте» он хотел вернуться в основу канкунского клуба, но главный тренер команды решил не оставлять Гонсалеса, мотивируя своё решение плохой формой нападающего.
В 2011 году Себастьян покинул Мексику и присоединился к боливийскому клубу «Стронгест». 28 августа в матче против «Ла-Пас» он дебютировал в чемпионате Боливии. В этом же поединке Гонсалес забил свой первый гол за «Стронгест». По итогам сезона он помог команде выиграть чемпионат. Летом 2012 года Себастьян перешёл в венесуэльский «Каракас», но за полгода ни как себя не проявил. В начале 2013 года Гонсалес вернулся на родину, где сыграл несколько матчей за «Палестино». В 2014 году он завершил карьеру футболиста в клубе «Депортес Темуко».

## Международная карьера
В 2000 году Гонсалес в составе олимпийской сборной Чили принял участие в Олимпийских играх в Сиднее. На турнире он сыграл в матчах против команд Марокко, Южной Кореи, Камеруна и США.
17 января 2001 года в товарищеском матче против сборной Узбекистана Гонсалес дебютировал за сборную Чили. В этом же поединке он забил свой первый гол за национальную команду. В 2004 году Себастьян принял участие в розыгрыше Кубка Америки в Перу. На турнире он сыграл в матчах против сборной Бразилии, Парагвая и Коста-Рики. В поединке против парагвайцев Гонсалес забил гол.

### Голы за сборную Чили
| #   | Дата           | Место                                            | Противник  | Счёт | Результат | Соревнование                     |
| --- | -------------- | ------------------------------------------------ | ---------- | ---- | --------- | -------------------------------- |
| 01. | 17 января 2001 | Стадион индийской молодёжи, Калькутта, Индия     | Узбекистан | 2:0  | 2:0       | Товарищеский матч                |
| 02. | 20 января 2001 | Стадион индийской молодёжи, Калькутта, Индия     | Исландия   | 1:0  | 2:0       | Товарищеский матч                |
| 03. | 20 января 2001 | Стадион индийской молодёжи, Калькутта, Индия     | Исландия   | 2:0  | 2:0       | Товарищеский матч                |
| 04. | 15 марта 2001  | Олимпико Метрополитано, Сан-Педро-Сула, Гондурас | Гондурас   | 3:1  | 3:1       | Товарищеский матч                |
| 05. | 14 июля 2004   | Мариано Мельгар, Арекипа, Перу                   | Парагвай   | 0:1  | 1:1       | Кубок Америки 2004               |
| 06. | 17 ноября 2004 | Национальный стадион, Лима, Перу                 | Перу       | 2:1  | 2:1       | Чемпионат мира 2006 квалификация |

## Достижения
Командные
 «Коло-Коло»
- Чемпионат Чили по футболу — 1998
- Чемпионат Чили по футболу — Апертура 2002

 «Стронгест»
- Чемпионат Боливии по футболу — Апертура 2011

Международные
 Чили (до 23)
- Летние олимпийские игры — 2000

Индивидуальные
- Лучший бомбардир чемпионата Чили (27 голов) — Апертура 2002